# Ню Берлин
Ню Берлин (на английски: New Berlin) е град в окръг Ченанго, щат Ню Йорк, Съединени американски щати. Населението му е 993 души (по приблизителна оценка от 2017 г.).
В Ню Берлин е роден политикът Ансън Бърлингейм (1820 – 1870).